# Hélio-4

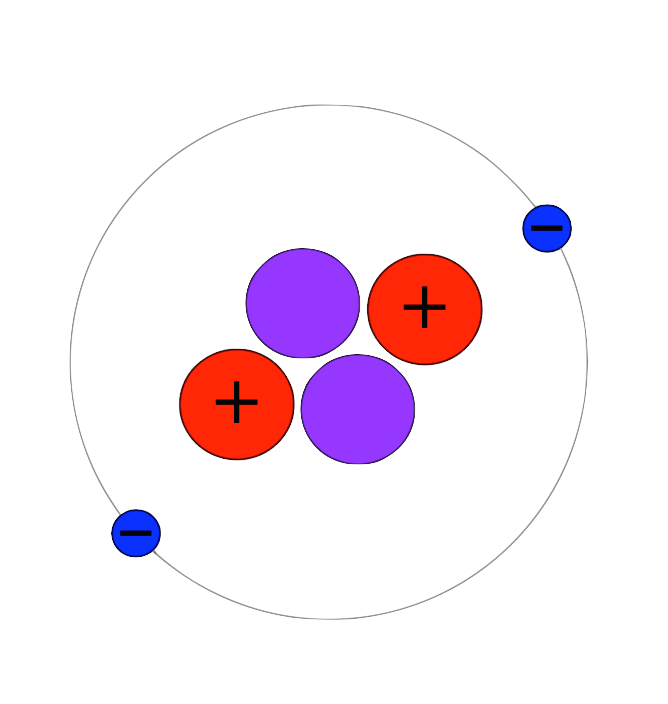
Representação esquemática do átomo de hélio-4

O hélio-4 (Símbolo 4He), é juntamente com o hélio-3 (Símbolo 3He) isótopo estável do elemento hélio. Este possui seis isótopos, os quatro restantes são radioativos, se deterioram rapidamente em outras substâncias. 
O hélio que está presente na Terra não é um componente primordial do planeta, foi gerado por decaimento radioativo. As partículas alfa, lançadas dos núcleos de substâncias radioativas mais pesadas, são núcleos do tipo hélio-4. Este é sem dúvida o mais abundante dos isótopos estáveis. Os átomos de hélio-4 excedem em número aos de hélio-3 em aproximadamente 700.000:1 em hélio atmosférico e aproximadamente 7.000.000:1 em certos minerais que possuem o gás em sua composição.
O hélio-4 possui duas formas líquidas. A normal é chamada hélio I, seu ponto de ebulição é 4.21 K (-268.9 C) até aproximadamente 2.18 K (-271 C). Abaixo de 2.18 K, o hélio-4 atinge uma superfluidificação (a viscosidade, ou resistência para fluir, quase desaparece) e sua condutividade térmica é 1000 vezes superior à do cobre. A esta segunda forma líquida chamamos de hélio II para distinguir do hélio I.